# Shoah en Estonie

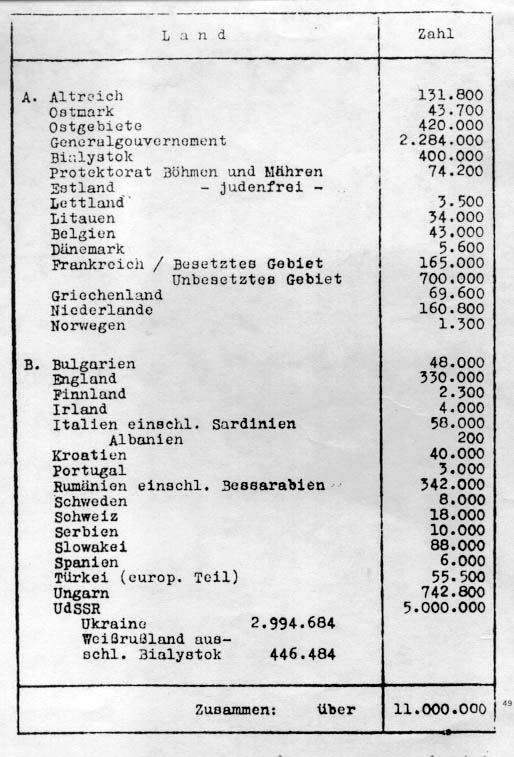
Liste des objectifs de la conférence de Wannsee : l’Estonie (Estland) est répertoriée comme judenfrei (littéralement « libre de juifs »), c’est-à-dire débarrassée des juifs.

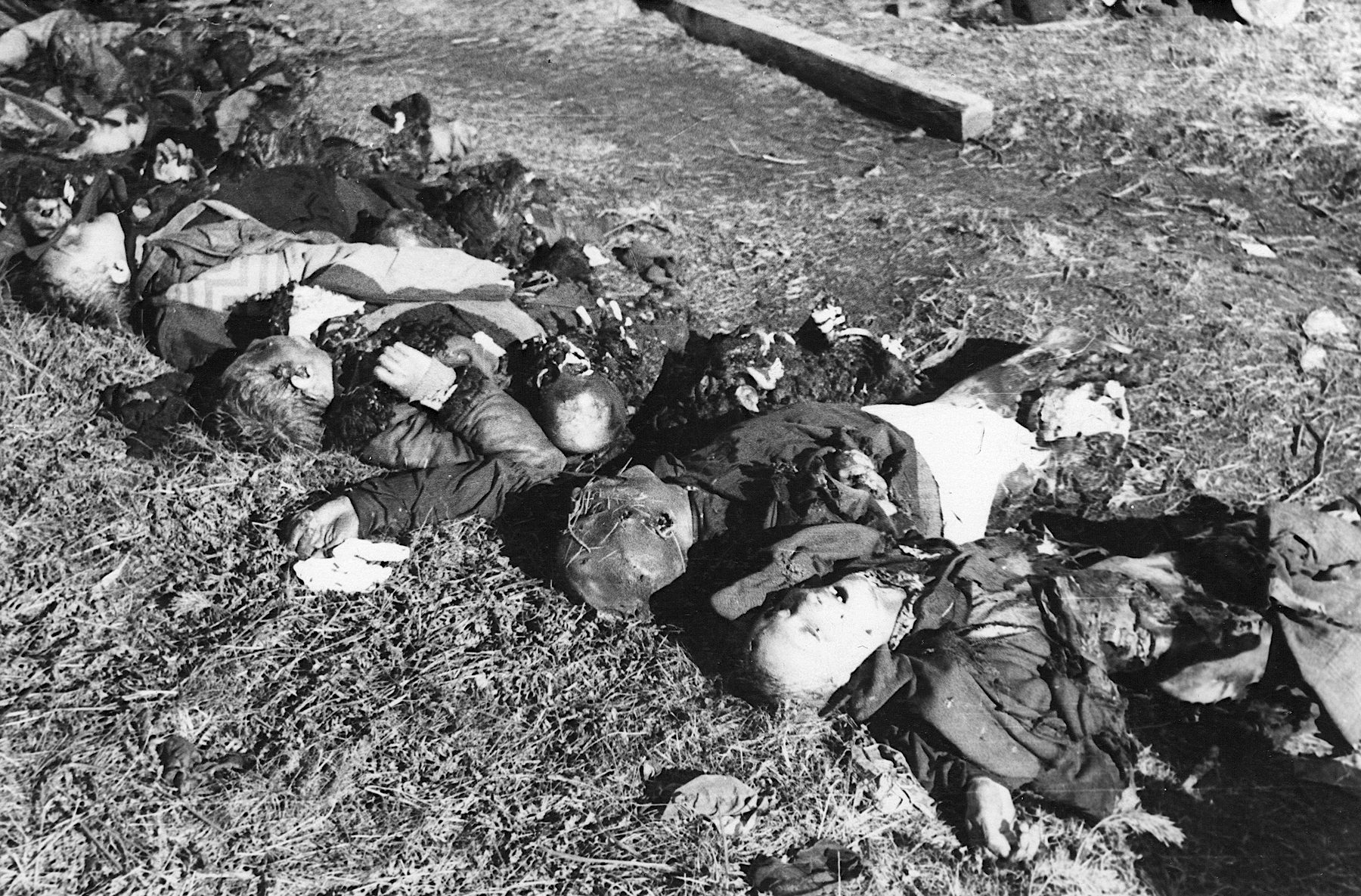
Des cadavres retrouvés au camp de concentration de Klooga après la libération.

La Shoah en Estonie fait référence aux crimes nazis commis pendant l'occupation allemande de l'Estonie pendant la Seconde Guerre mondiale. Avant la guerre, environ 4 300 Juifs estoniens vivaient dans le pays. Après l'occupation soviétique de 1940, environ 10 % de la population juive est déportée en Sibérie avec d'autres Estoniens. Environ 75 % des Juifs estoniens, conscients du sort que leur réservait l'Allemagne nazie, ont fui en Union soviétique ; les restants (entre 950 et 1 000 personnes) ont pratiquement tous été tués par l'Einsatzgruppe A et des collaborateurs locaux avant la fin de 1941. Les Roms d'Estonie ont également été assassinés et réduits en esclavage par les occupants nazis et leurs collaborateurs. Les nazis et leurs alliés ont également tué environ 6 000 Estoniens de souche et 1 000 Russes de souche accusés d’être des sympathisants communistes ou des parents de sympathisants communistes. En outre, environ 15 000 prisonniers de guerre soviétiques et des Juifs d'autres régions d'Europe ont été tués en Estonie pendant l'occupation allemande.

## La vie avant l'Holocauste
Avant la Seconde Guerre mondiale, la vie juive s'épanouissait avec le niveau d'autonomie culturelle accordé étant le plus étendu de toute l'Europe, donnant le plein contrôle de l'éducation et d'autres aspects de la vie culturelle à la population juive locale. En 1936, le journal juif britannique The Jewish Chronicle rapportait que « l'Estonie est le seul pays d'Europe de l'Est où ni le gouvernement ni le peuple ne pratiquent de discrimination contre les juifs et où les juifs sont laissés en paix et sont autorisés à mener une vie libre et à la façonner conformément à leurs principes nationaux et culturels. »

## Meurtre de la population juive
Les rafles et les assassinats des Juifs restants débutent immédiatement selon la première étape du Generalplan Ost qui nécessiterait le « retrait » de 50% des Estoniens. Mis en œuvre par l'escouade d'extermination Einsatzkommando (Sonderkommando 1A) sous Martin Sandberger, une partie de l'Einsatzgruppe A dirigé par Walter Stahlecker, suit l'arrivée des premières troupes allemandes le 7 juillet 1941. Les arrestations et les exécutions se poursuivent alors que les Allemands, avec l'aide de collaborateurs locaux, progressent à travers l'Estonie. L'Estonie devient alors partie intégrante du Reichskommissariat Ostland. Une Sicherheitspolizei (police de sécurité) est créée pour la sécurité intérieure sous la direction d'Ain-Ervin Mere en 1942. L'Estonie est déclarée Judenfrei assez tôt par le régime d'occupation allemand à la conférence de Wannsee. Les Juifs restés en Estonie (929 selon le dernier calcul) ont été tués. Selon des rapports, seuls moins d'une douzaine de Juifs estoniens ont survécu à la guerre en Estonie.

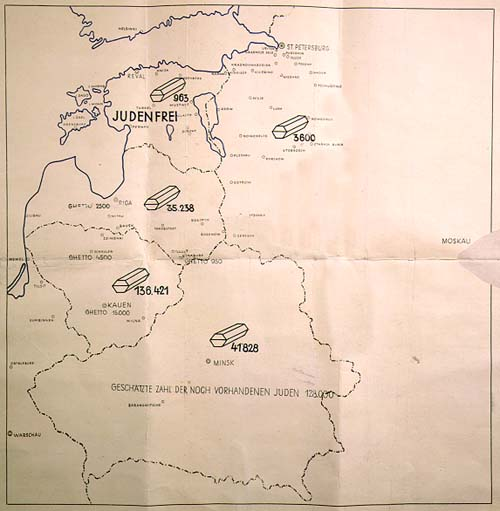
Carte issue du rapport adressé au RSHA à Berlin par Stahlecker en octobre 1941, intitulé « Exécutions des Juifs menées par l'Einsatzgruppen A ». L'Estonie est judenfrei (vide (ou libre) de Juifs.

### Politique allemande envers les juifs en Estonie
Les archives de l'État estonien contiennent des certificats de décès et des listes de Juifs abattus datés de juillet, août et début septembre 1941. Par exemple, l'acte de décès officiel de Rubin Teitelbaum, né à Tapa le 17 janvier 1907, déclare laconiquement dans un formulaire avec le point 7 déjà imprimé avec seulement la date laissée en blanc : « 7. Par décision du Sicherheitspolizei du 4 septembre 1941, condamné à mort, la décision étant exécutée le jour même à Tallinn. » Le crime de Teitelbaum était « d'être juif » et de constituer ainsi une « menace pour l'ordre public ».
Le 11 septembre 1941, un article intitulé « Juuditäht seljal » — « Une étoile juive sur le dos » parut dans le journal estonien à grand tirage Postimees. Il est déclaré que le docteur Otto-Heinrich Drechsler, haut-commissaire d'Ostland, proclame des ordonnances en vertu desquelles tous les résidents juifs d'Ostland à partir de ce jour doivent porter l'étoile de David à six branches jaune visible d'au moins 10 centimètres de diamètre sur le côté gauche de la poitrine et du dos.
Le même jour, des règlements publiés par la Sicherheitspolizei sont transmis à tous les services de police locaux proclamant que les lois de Nuremberg entrent en vigueur en Ostland, définissant qui est un juif et ce que les juifs peut et ne peut pas faire. Il est interdit aux Juifs de changer de lieu de résidence, de marcher le long du trottoir, d'utiliser tout moyen de transport, d'aller au théâtre, au musée, au cinéma ou à l'école. Les professions d'avocat, de médecin, de notaire, de banquier ou d'agent immobilier sont déclarées fermées aux Juifs, tout comme la profession de colporteur. Le règlement déclare également que les biens et les maisons des résidents juifs doivent être confisqués. Le règlement souligne qu'il entre en vigueur immédiatement et que les listes du nombre de Juifs, leurs adresses et leurs biens doivent être complétées par la police le 20 septembre 1941.
Ces règlements prévoient également l'établissement d'un camp de concentration près de la ville de Tartu, dans le sud-est de l'Estonie. Une décision ultérieure prévoit la construction d'un ghetto juif près de la ville de Harku, mais celui-ci ne sera jamais construit, un petit camp de concentration y étant construit à la place. Les archives de l’État estonien contiennent des éléments relatifs aux cas d’environ 450 juifs estoniens. Ils étaient généralement arrêtés chez eux ou dans la rue, emmenés au poste de police local et accusés du « crime » d'être juifs : il y étaient soit immédiatement abattus, soit envoyés au camp de concentration et fusillés plus tard. Une Estonienne décrit l'arrestation de son mari juif comme suit : 

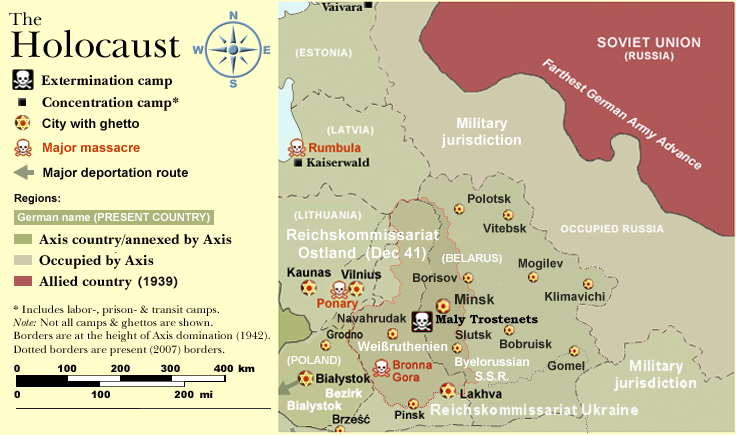
Carte de l'Holocauste dans le Reichskommissariat Ostland (qui comprenait l'Estonie).

« Comme mon mari ne sortait pas de la maison, c'était moi qui allais tous les jours en ville pour voir ce qui se passait. J'ai été très effrayée quand j'ai vu une affiche au coin de la place Vabaduse et de la rue Harju appelant les gens à montrer où se trouvaient les appartements des juifs. Ce jour fatal du 13 septembre, je suis ressortie parce qu'il faisait beau mais je me souviens avoir été très inquiète. Je me suis précipitée chez moi et quand je suis arrivée là-bas et que j'ai entendu des voix dans notre appartement, j'ai eu le pressentiment que quelque chose de grave s'était produit. Il y avait deux hommes du Selbstschutz dans notre appartement qui ont dit qu'ils emmenaient mon mari au poste de police. J'ai couru après eux et je suis allée voir l'officier en chef et j'ai demandée la permission de voir mon mari. L'officier en chef a dit qu'il ne pouvait pas me donner la permission mais a ajouté, à voix basse, que je devrais venir le lendemain matin quand les prisonniers seraient emmenés en prison et que je pourrais peut-être voir mon mari dans le couloir. Je suis rentrée le lendemain matin comme on m'avait dit, et c'est la dernière fois que j'ai vu mon mari. Le 15 septembre, je suis allée à la Sicherheitspolizei allemande sur Tõnismägi pour tenter d'obtenir des informations sur mon mari. On m'a dit qu'il avait été abattu. J'ai demandé la raison puisqu'il n'avait pas été un communiste mais un homme d'affaires. La réponse était : « Aber er war doch ein Jude. » [Mais il était juif.]. »

## Sort des Juifs étrangers
Après l'invasion des États baltes, le gouvernement nazi avait l'intention d'utiliser les pays baltes comme principale zone de génocide de masse. Par conséquent, des Juifs de pays extérieurs aux pays baltes y ont été déportés pour être tués. On estime que 10 000 Juifs ont été tués en Estonie après avoir été déportés vers des camps en provenance d'ailleurs d'Europe de l'Est. Le régime nazi a également établi 22 camps de concentration dans le territoire estonien occupé pour les Juifs étrangers, utilisés comme main-d'œuvre forcée. Le plus grand camp de concentration de Vaivara a servi de camp de transit et a traité 20 000 Juifs de Lettonie et des ghettos lituaniens. En général, des hommes valides étaient sélectionnés pour travailler dans les mines de schiste bitumineux du nord-est de l'Estonie. Des femmes, des enfants et des personnes âgées ont été tués à leur arrivée.
Au moins deux trains chargés de Juifs d'Europe centrale ont été déportés vers l'Estonie et tués à leur arrivée sur le site de Kalevi-Liiva, près du camp de concentration de Jägala.

### Assassinats des Juifs étrangers à Kalevi-Liiva
Selon le témoignage des survivants, au moins deux transports avec environ 2 100 à 2 150 Juifs d'Europe centrale sont arrivés à la gare de Raasiku, un de Theresienstadt (Terezín) avec des Juifs tchécoslovaques et un de Berlin avec des citoyens allemands. Environ 1 700 à 1 750 personnes ont été immédiatement emmenées sur un site d'exécution dans les dunes de sable de Kalevi-Liiva et fusillées. Environ 450 personnes ont été sélectionnées pour travailler au camp de concentration de Jägala,.
Le transport Be 1.9.1942 de Theresienstadt est arrivé à la gare de Raasiku le 5 septembre 1942, après un voyage de cinq jours,. D'après le témoignage de Ralf Gerrets, l'un des accusés lors des procès pour crimes de guerre en 1961, huit bus de la police auxiliaire estonienne étaient arrivés de Tallinn. Le processus de sélection fut supervisé par Ain-Ervin Mere, chef de la police de sécurité en Estonie. Les personnes non sélectionnées pour le travail des esclaves furent envoyées en bus vers un site de mise à mort près du camp. Plus tard, la police, par équipes de 6 à 8 hommes, assassinèrent les Juifs par des tirs de mitrailleuses. Au cours des enquêtes ultérieures, cependant, certains gardiens du camp ont nié la participation de la police et déclaré que les exécutions avaient été effectuées par le personnel du camp. Le premier jour, 900 personnes au total ont été assassinées de cette manière,. Gerrets témoigne qu'il tirait au pistolet sur les victimes faisant encore du bruit sur la pile de corps. Toute l'opération était dirigée par les commandants SS Heinrich Bergmann et Julius Geese. Peu de témoins ont désigné Heinrich Bergmann comme la figure clé derrière l'extermination des gitans estoniens. Dans le cas du Be 1.9.1942, les seules choisies pour le travail et pour survivre à la guerre étaient un petit groupe de jeunes femmes qui furent emmenées dans une série de camps de concentration en Estonie, Pologne et Allemagne à Bergen-Belsen, où elles furent libérées. Le commandant du camp, Laak, utilisa les femmes comme esclaves sexuelles, tuant la majeure partie d'entre elles après avoir perdu leur utilité.

Un certain nombre de témoins étrangers ont été entendus lors des procès d'après-guerre en Estonie soviétique, dont cinq femmes qui avaient été transportées sur Be 1.9.1942 de Theresienstadt.

« Les accusés Mere, Gerrets et Viik ont activement participé à des crimes et des massacres perpétrés par les envahisseurs nazis sur le territoire de la RSS d'Estonie. Conformément à la théorie raciale nazie, les Sicherheitspolizei et Sicherheitsdienst ont reçu pour instruction d'exterminer les Juifs et les Tsiganes. À cette fin, en août et septembre 1941, Mere et ses collaborateurs installèrent un camp d'extermination à Jägala, 30 km de Tallinn. Mere nomma Aleksander Laak à la tête du camp ; et Ralf Gerrets son adjoint. Le 5 septembre 1942, un train comprenant environ 1 500 citoyens tchécoslovaques est arrivé à la gare de Raasiku. Mere, Laak et Gerrets ont personnellement choisi qui d'entre eux devait être exécuté et qui devait être transféré au camp d'extermination de Jägala. Plus de 1 000 personnes, pour la plupart des enfants, des personnes âgées et des infirmes, ont été transportées vers un terrain vague à Kalevi-Liiva, où elles ont été monstrueusement exécutées dans une fosse spéciale. À la mi-septembre, le deuxième train de troupes avec 1 500 prisonniers est arrivé à la gare en provenance d'Allemagne. Mere, Laak et Gerrets ont sélectionné un autre millier de victimes, plus tard condamnées à l'extermination. Ce groupe de prisonniers, qui comprenait des femmes qui allaitent et leurs nouveau-nés, a été transporté à Kalevi-Liiva où ils ont été tués.
En mars 1943, le personnel du camp de Kalevi-Liiva exécuta une cinquantaine de Tsiganes, dont la moitié avaient moins de 5 ans. Ils ont également exécuté 60 enfants tsiganes d'âge scolaire. »

## Peuple Roms
Quelques témoins ont souligné Heinrich Bergmann comme la figure clé derrière l'extermination des Roms estoniens.

## Collaboration estonienne
Les Allemands ont recruté des dizaines de milliers d'Estoniens natifs dans la Waffen-SS et la Wehrmacht. Les formations notables au sein de ces forces étaient la légion estonienne, la 3e brigade de volontaires SS estonienne (en) et la 20e division SS (estonienne n° 1), entre autres.
Des unités de l'Eesti Omakaitse (« gardien de la maison » estonien ; environ 1 000 à 1 200 hommes) ont été directement impliquées dans des actes criminels, participant à la rafle de 200 Roms et 950 Juifs. Des unités de la police auxiliaire estonienne ont participé à l'extermination des juifs dans la région de Pskov en Russie, tout en fournissant des gardes pour les camps de concentration des Juifs et des prisonniers de guerre soviétiques à Jägala, Vaivara, Klooga et Lagedi.
Les derniers actes de liquidation des camps, tels que Klooga, qui impliquait le tir en masse d'environ 2 000 prisonniers, ont été commis par des unités SS estoniennes appartenant à la 20e division SS et du Schutzmannschaftsbataillon du Kommandeure der SiPo und des SD. Les survivants rapportent que, pendant ces derniers jours avant la libération, lorsque les esclaves juifs étaient visibles, la population estonienne a en partie tenté de les aider en leur fournissant de la nourriture et d'autres types d'assistance,.

## Procès pour crimes de guerre
Quatre Estoniens jugés les plus responsables des meurtres de Kalevi-Liiva ont été accusés lors des procès pour crimes de guerre en 1961. Deux nt par la suite été exécutés, tandis que les autorités d'occupation soviétiques n'ont pas pu porter plainte contre deux autres vivant en exil. Il y eut sciemment 7 Estoniens de souche (Ralf Gerrets, Ain-Ervin Mere, Jaan Viik, Juhan Jüriste, Karl Linnas, Aleksander Laak et Ervin Viks) qui furent jugés pour crimes contre l'humanité commis pendant l'occupation nazie en Estonie. Ceux-ci étaient accusés d'avoir assassiné jusqu'à 5 000 Juifs allemands et tchécoslovaques et Roms près du camp de concentration de Kalevi-Liiva en 1942–1943. Ain-Ervin Mere, commandant de la police de sécurité estonienne (groupe B de la Sicherheitspolizei) sous l'administration autonome estonienne, fut jugé par contumace. Avant le procès, Mere avait été l'un des membres actifs de la communauté estonienne en Angleterre, contribuant à des publications en langue estonienne. Cependant, au moment du procès, il était détenu en Angleterre, alors accusé de meurtre. Il ne sera jamais déporté et mourut en homme libre en Angleterre en 1969. Jaan Viik, un garde du camp de travail de Jägala, parmi les centaines de gardes et de policiers du camp estonien, fut poursuivi en raison de sa brutalité particulière. Des témoins déclarèrent qu'il jetait de petits enfants en l'air avant de leur tirer dessus. Il ne nia pas l'accusation. Un quatrième accusé, le commandant du camp Aleksander Laak, fut découvert vivant au Canada, mais se suicida avant sa traduction en justice.
En janvier 1962, un autre procès se déroula à Tartu. Juhan Jüriste, Karl Linnas et Ervin Viks furent accusés du meurtre de 12 000 civils dans le camp de concentration de Tartu.

## Nombre de victimes
Les sources de l'ère soviéto-estonienne estiment à 125 000 le nombre total de citoyens soviétiques et d'étrangers assassinés au sein de la République socialiste soviétique estonienne occupée par les nazis,,,,. La majeure partie de ce nombre se compose de Juifs d'Europe centrale et occidentale et de prisonniers de guerre soviétiques tués ou morts de faim dans des camps de prisonniers de guerre sur le territoire estonien,. La Commission d'histoire estonienne estime le nombre total de victimes à environ 35 000, composé des ethnies suivantes:
- 1 000 juifs estoniens,
- environ 10 000 Juifs étrangers,
- 1 000 Roms estoniens,
- 7 000 autres Estoniens,
- 15 000 prisonniers de guerre soviétiques.

Le nombre de Juifs estoniens tués est inférieur à 1 000 ; les auteurs allemands de l'Holocauste Martin Sandberger et Walter Stahlecker citent respectivement les nombres 921 et 963. En 1994, Evgenia Goorin-Loov calcula que le nombre exact était de 929.

## Mémoriaux

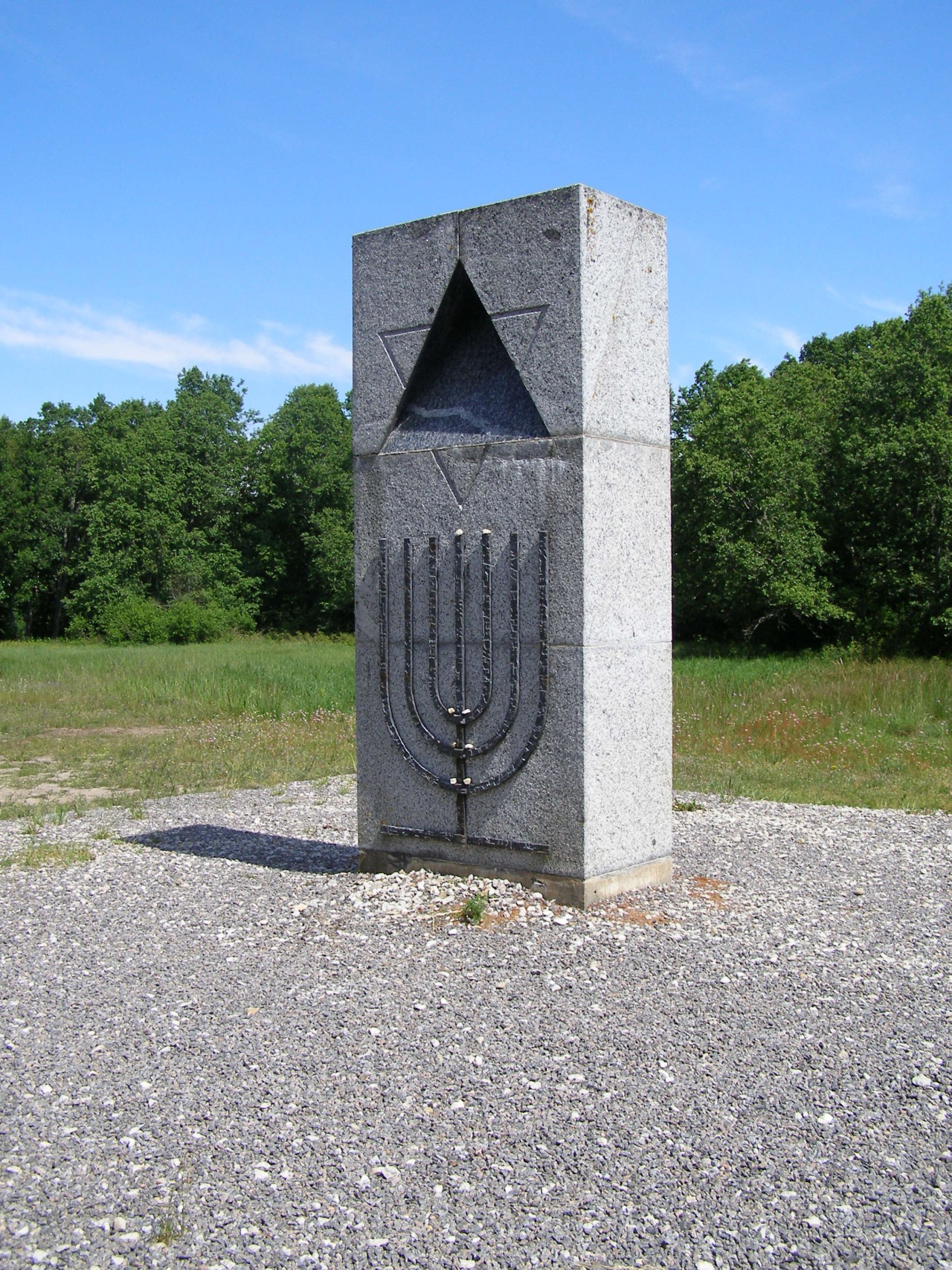
Mémorial de l'Holocauste sur le site de l'ancien camp de concentration de Klooga, inauguré le 24 juillet 2005.

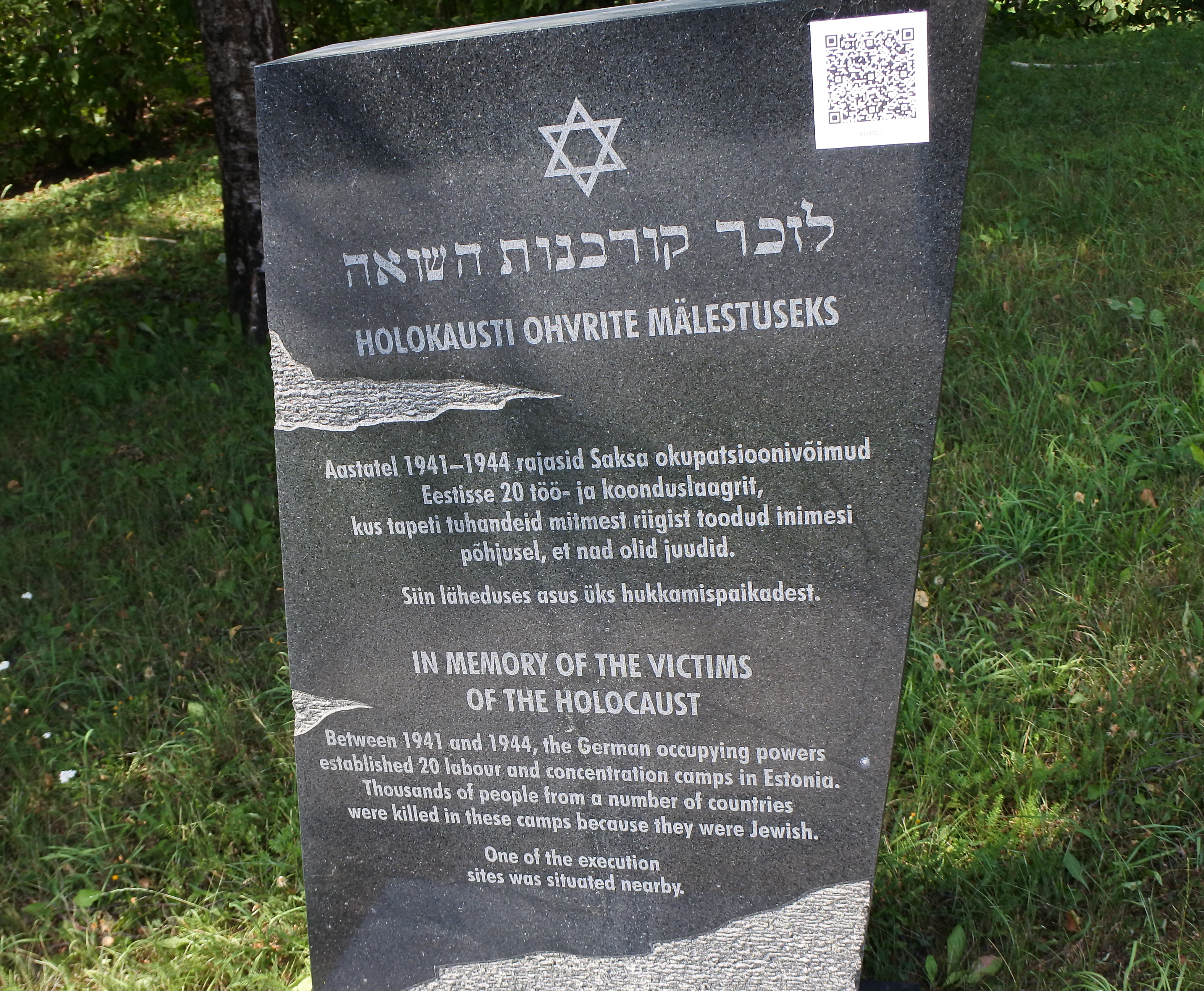
Mémorial de l'Holocauste du camp de concentration de Kiviõli, dans le nord-est de l'Estonie.

Depuis le rétablissement de l'indépendance estonienne, des mémoriaux ont été érigé pour le 60e anniversaire des exécutions de masse ayant eu lieu dans les camps de Lagedi, Vaivara et Klooga (Kalevi-Liiva) en septembre 1944. Le 5 février 1945 à Berlin, Ain Mere fonda l'Organisation anticommuniste Eesti Vabadusliit avec le SS-Obersturmbannführer Harald Riipalu (en). Il a été condamné à la peine capitale lors des procès de l'Holocauste en Estonie soviétique mais n'a pas été extradé par la Grande-Bretagne et y est mort en paix. En 2002, le Gouvernement de la république d'Estonie décida de commémorer officiellement l'Holocauste. La même année, le Centre Simon-Wiesenthal fournit au gouvernement estonien des informations sur de présumés criminels de guerre estoniens, tous anciens membres du 36e bataillon de police estonien. En août 2018, le mémorial de Kalevi-Liiva a été dégradé.

## Collaborateurs notables
- Ralf Gerrets (et)
- Juhan Jüriste (et)
- Friedrich Kurg (en)[31],[32]
- Aleksander Laak (en)
- Karl Linnas (en)
- Ain-Ervin Mere
- Hjalmar Mäe (en)
- Jaan Viik (en)
- Ervin Viks (et)

### Organisations
- Einsatzgruppe A
- Police auxiliaire estonienne
- Omakaitse
- Ordnungspolizei
- Sonderkommando 1a
- Sicherheitspolizei

## Camps de concentration

### KZ-Stammlager
- KZ Vaivara
  - Klooga

#### KZ-Außenlager[33]
- KZ Aseri
- KZ Auvere
- KZ Erides
- KZ Goldfields (Kohtla)
- KZ Ilinurme
- KZ Jewe
- KZ Kerestowo (Karstala à Viru Ingria, maintenant dans le district de Gatchinsky)
- KZ Kiviöli
- KZ Kukruse
- KZ Kunda
- KZ Kuremaa
- KZ Lagedi
- KZ Klooga, Lodensee. Commandant SS- Untersturmführer Wilhelm Werle (né en 1907, décédé en 1966[34]) ; Septembre 1943 - septembre 1944. Il y avait entre 2 000 et 3 000 prisonniers, pour la plupart des Juifs lituaniens. À l'approche de l'Armée rouge, les SS ont tiré sur les 2 500 prisonniers le 19 septembre 1944 avant de brûler la plupart des corps. Les moins de 100 prisonniers ont réussi à survivre en se cachant. Aujourd'hui, un monument subsiste sur l'emplacement du camp de concentration.
- KZ Narwa
- KZ Pankjavitsa, Pankjewitza. Situé à environ 15 km au sud du village de Pankjavitsa près du hameau de Roodva, dans l'ancienne province estonienne de Petserimaa. Depuis 1945, la Russie occupe une grande partie de cette province, y compris Roodva / Rootova. Le camp a été créé en novembre 1943. Le 11 novembre de cette année, 250 prisonniers de Klooga y sont transférés et loger dans des casernes. Déjà en janvier 1944, le camp fut fermé et les détenus transférés à Kūdupe (en Lettonie près de la frontière estonienne), Petseri et Ülenurme. Le camp a probablement été fermé après l'achèvement des travaux prévus. Il était affilié au camp de Vaivara[35].
- KZ Narwa-Hungerburg
- KZ Putki (dans la paroisse de Piiri, près de Slantsy)
- KZ Reval (Ülemiste ?)
- KZ Saka
- KZ Sonda
- KZ Soski (dans la paroisse de Vasknarva)
- KZ Wiwikond
- KZ Ülenurme

### Arbeits- und Erziehungslager
- AEL Jägala (août 1942 - septembre 1943)
- AEL Murru
- AEL Reval
  - Harku (243 Roms estoniens ont été exécutés dans le camp de concentration de Harku le 27 octobre 1942[36])
  - Lasnamäe
- AEL Tartu (commandant Karl Linnas (en))
- AEL Turba (à Ellamaa[37])

#### Prisons
- Haapsalu
- Kuressaare
- Narva (dans la rue Vestervalli, 1941-1944)
- Petseri
- Pärnu
- Tartu
- Valga
- Võru

### Autres camps de concentration
- Dvigatel[38]
- Essu
- Järvakandi
- Laitse
- Lavassaare[39]
- Lehtse
- Lelle[40] (1942 - mai 1943)
- Roela
- Sitsi (à Tallinn, au bout de la rue Tööstuse où se trouvaient 10 casernes jusqu'au 17 septembre 1944[41])
- Vasalemma

### Lectures complémentaires
- (en) Anton Weiss-Wendt, Murder Without Hatred: Estonians and the Holocaust, Syracuse University Press, 2009 (ISBN 978-0-8156-3228-3)